# Кошалінське воєводство
Кошалінське воєводство (пол. województwo koszalińskie) — адміністративно-територіальна одиниця Польщі найвищого рівня, яка існувала у 1975—1998 роках.
Була однією з 49 основних одиниць адміністративного поділу Польщі, які були скасовані в результаті адміністративної реформи Польщі 1998 року.
Займало площу 8470 км². Адміністративним центром воєводства було місто Кошалін. Після адміністративної реформи воєводство припинило своє існування і його територія повністю відійшла до новоствореного Західнопоморського воєводства.

## Воєводи
- 1975–1981: Ян Урбанович
- 1981–1986: Здіслав Мазуркевич
- 1986–1990: Яцек Чайка
- 1990–1993: Станіслав Соха
- 1994–1997: Єжи Мокрицький
- 1998: Гражина Штарк

## Районні адміністрації
- Районна адміністрація в Бялогарді для гмін: Бялогард, Карліно, Тихово та міста Бялогард
- Районна адміністрація у Дравсько-Поморському для гмін: Дравсько-Поморське, Каліш-Поморський, Островіце, Вешхово та Злоценець
- Районна адміністрація в Колобжезі для гмін: Диґово, Ґосьцино, Колобжеґ, Римань, Семишль, Устроне-Морське та міста Колобжег
- Районна адміністрація в Кошаліні для гмін: Бендзіно, Бесекеж, Боболіце, Дарлово, Малехово, Маново, Мельно, Полянув, Сянув, Свешино та міст Дарлово і Кошалін
- Районна адміністрація у Щецинку для гмін: Барвіце, Білий Бур, Борне-Суліново, Чаплінек, Ґжмьонца та Щецинек, а також міста Щецинек
- Районна адміністрація у Свідвині для гмін: Бжежно, Полчин-Здруй, Ромбіно, Славобоже та Свідвин, а також міста Свідвин.

## Найбільші міста
Чисельність населення на 31.12.1998
- Кошалін – 112 375
- Колобжег – 48 082
- Щецинек – 42 352
- Бялогард – 25 536
- Свідвин – 16 975
- Дарлово – 15 689
- Злоценець – 13 288
- Дравсько-Поморське – 11 725

## Населення
- 1975 – 434 800
- 1980 – 462 200
- 1985– 489 800
- 1990– 508 200
- 1995– 522 000
- 1998– 527 600